# Simulation des grandes structures de la turbulence

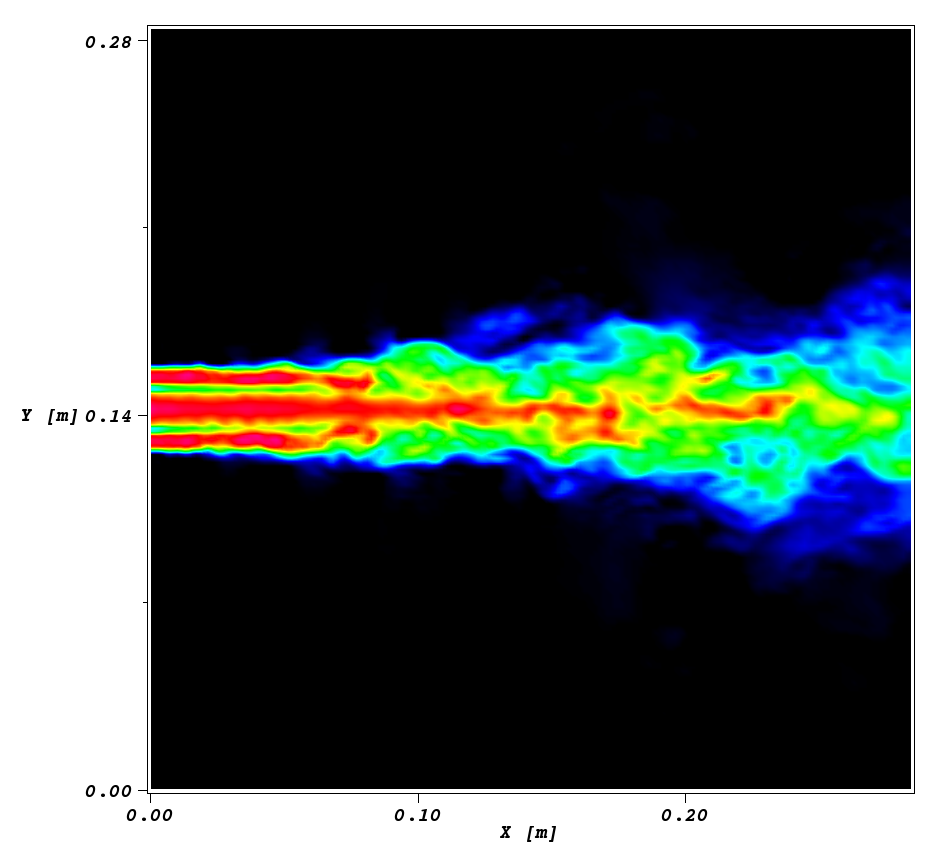
Simulation d'un jet gazeux par la méthode SGS.

La simulation des grandes structures de la turbulence (SGS ou en anglais LES pour Large Eddy Simulation) est une méthode utilisée en modélisation de la turbulence. Elle consiste à filtrer les petites échelles qui sont modélisées et en calculant directement les grandes échelles de la cascade turbulente.
Cette méthode a été introduite par Joseph Smagorinsky en 1963, et utilisée pour la première fois par James W. Deardoff en 1970. Elle permet de calculer un écoulement turbulent en capturant les grandes échelles pour un coût raisonnable. Le milieu aux petites échelles étant raisonnablement supposé isotrope peut être décrit par une méthode simple. Les problèmes de couche limite, de flamme de diffusion ou problèmes diphasiques requièrent des modèles adaptés.

## Filtrage des équations de Navier-Stokes
La première étape du processus consiste à définir un filtre passe-bas G pour la vitesse u par l'intermédiaire du produit  de convolution. On traite ici d'un filtre spatial mais il est possible d'utiliser des filtres spatio-temporels.
{\displaystyle {\overline {u}}_{i}(\mathbf {r} ,t)=\int G(\mathbf {r} ,\mathbf {r} ')u_{i}(\mathbf {r} -\mathbf {r} ',t)\mathrm {d} \mathbf {r} '\equiv G*u_{i}}
Le filtre est normalisé
{\displaystyle \int G(\mathbf {r} ,\mathbf {r} ')\mathrm {d} \mathbf {r} '=1}
Ce n'est pas un projecteur : {\displaystyle {\overline {\overline {u_{i}}}}\neq {\overline {u_{i}}}}.
Cet opérateur commute avec la dérivée en temps mais ne commute avec la dérivée en espace que si G est le même en tout point.
On traite ci-dessous les équations de Navier-Stokes dans un fluide incompressible. On écrit la vitesse sous la forme de la somme de la valeur filtrée et d'une perturbation de petite échelle, laquelle n'a la signification d'une fluctuation temporelle comme dans la moyenne de Reynolds
{\displaystyle u_{i}={\overline {u}}_{i}+u'_{i}\,,\;\;\;\;\;{\overline {u'}}_{i}\neq 0}
Dans les équations de Navier-Stokes dans un fluide incompressible 
on peut alors écrire les équations de Navier-Stokes filtrées
{\displaystyle {\frac {\partial {\overline {u}}_{i}}{\partial x_{i}}}=0}
{\displaystyle {\frac {\partial }{\partial t}}(\rho {\overline {u}}_{i})+{\frac {\partial }{\partial x_{j}}}(\rho {\overline {u}}_{i}{\overline {u}}_{j})+{\frac {\partial {\overline {p}}}{\partial x_{i}}}-{\frac {\partial {\overline {\tau }}_{ij}}{\partial x_{j}}}-{\frac {\partial t_{ij}}{\partial x_{j}}}=0}
où ρ est la masse volumique, p la pression et
| {\displaystyle S_{ij}={\frac {1}{2}}\left({\frac {\partial u_{i}}{\partial x_{j}}}+{\frac {\partial u_{j}}{\partial x_{i}}}\right)} | le tenseur des déformations           |
| {\displaystyle \tau _{ij}=2\mu S_{ij}}                                                                                              | le tenseur des contraintes visqueuses |
μ est la viscosité dynamique et tij est le tenseur introduit par Anthony Leonard
{\displaystyle {\begin{array}{lcl}t_{ij}&=&\rho ({\overline {u}}_{i}{\overline {u}}_{j}-{\overline {u_{i}u_{j}}})\\[0.6em]&=&\rho ({\overline {u}}_{i}{\overline {u}}_{j}-{\overline {{\overline {u}}_{i}{\overline {u}}_{j}}}-{\overline {u'_{i}{\overline {u}}_{j}}}-{\overline {u'_{j}{\overline {u}}_{i}}}-{\overline {u'_{i}u'_{j}}})\end{array}}}
On remarquera que si G était l'opérateur moyenne de Reynolds les quatre premiers termes s'annuleraient. Par ailleurs si tij respecte l'invariance galiléenne, ce n'est pas vrai pour chacun des termes qui le composent.

## Filtrage de l'énergie cinétique turbulente
L'énergie cinétique filtrée est
{\displaystyle {\overline {k}}={\frac {1}{2}}{\overline {u_{i}u_{i}}}={\frac {1}{2}}{\overline {u}}_{i}{\overline {u}}_{i}+{\frac {1}{2}}({\overline {u_{i}u_{i}}}-{\overline {u}}_{i}{\overline {u}}_{i})=k_{f}+{\frac {{\overline {t}}_{ii}}{2\rho }}}
où kf est l'énergie cinétique correspondant à la vitesse filtrée. On obtient une équation de transport en multipliant l'équation de quantité de mouvement filtrée par {\displaystyle u_{i}}
{\displaystyle \rho {\frac {\partial k_{f}}{\partial t}}+\rho {\overline {u}}_{j}{\frac {\partial k_{f}}{\partial x_{j}}}+{\frac {\partial ({\overline {p}}\,{\overline {u}}_{i})}{\partial x_{i}}}-{\frac {\partial ({\overline {u}}_{i}\,{\overline {\tau }}_{ij})}{\partial x_{j}}}-{\frac {\partial ({\overline {u}}_{i}\,t_{ij})}{\partial x_{j}}}+\epsilon _{f}+\Pi =0}
avec
| {\displaystyle \epsilon _{f}=2\nu {\overline {S}}_{ij}{\overline {S}}_{ij}} | taux de dissipation visqueuse de la vitesse filtrée (petit si la coupure est faite dans la région inertielle du spectre turbulent) |
| {\displaystyle \Pi =-t_{ij}{\overline {S}}_{ij}{\overline {S}}_{ij}}        | « taux de dissipation » de la vitesse dans la maille (en fait un terme inertiel pouvant être négatif)                              |
Π représente l'énergie transférée des grandes vers les petites échelles.

## Exemple de filtres utilisés

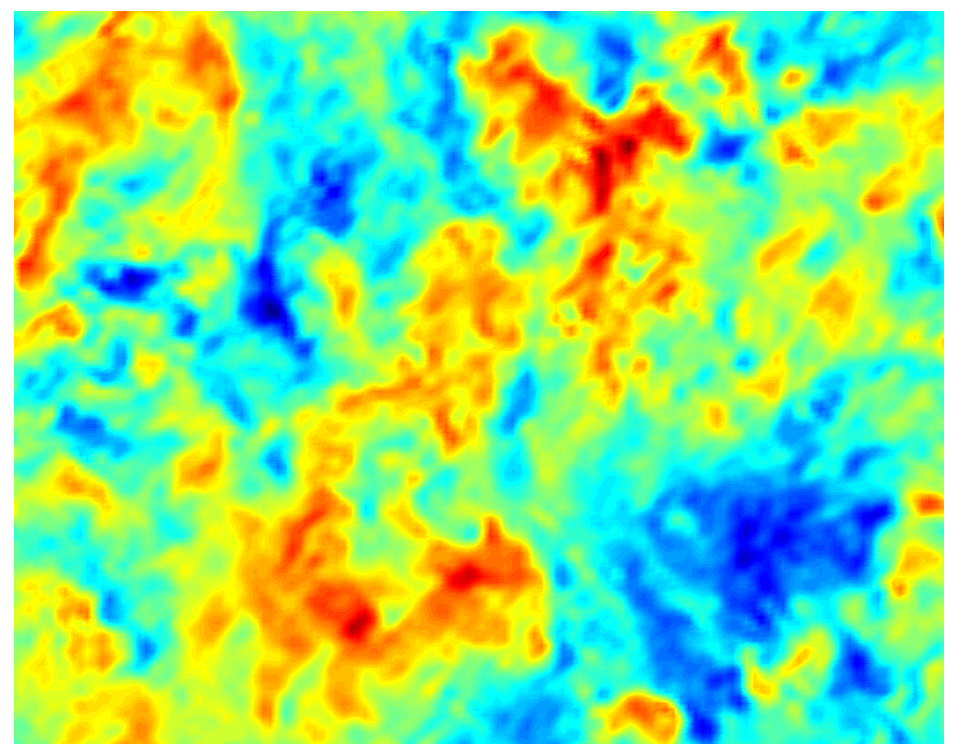
Champ de vitesse calculé par simulation directe dans un cube L^{3}

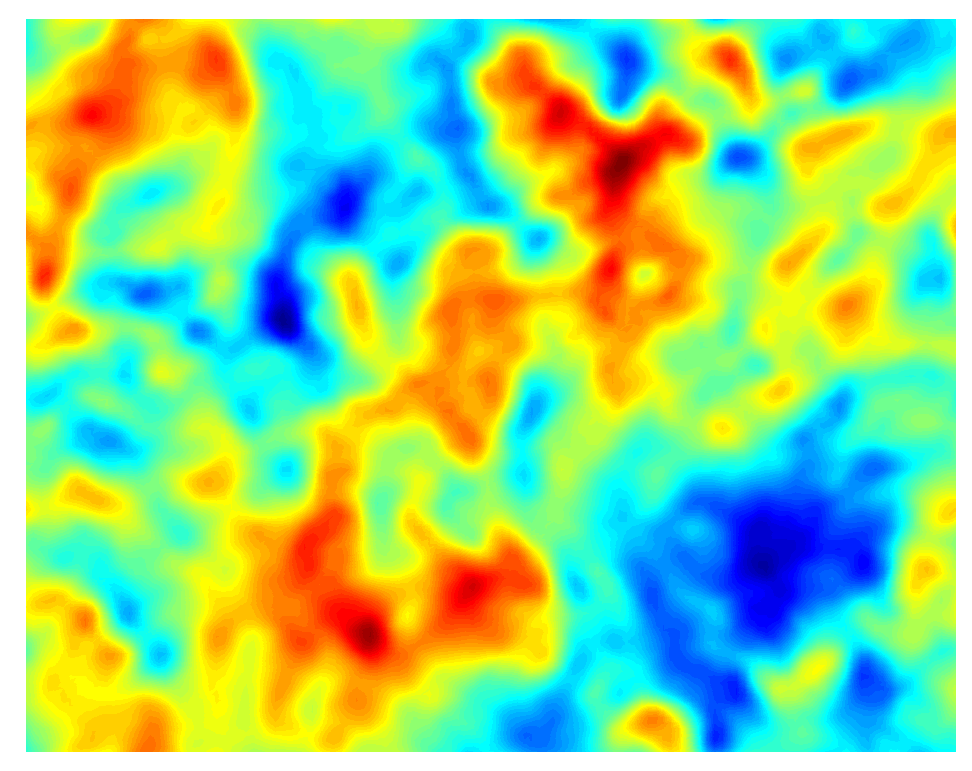
Le même écoulement calculé par SGS avec  Δ = L / 32

Diverses méthodes sont utilisables,. L'exemple le plus simple est le filtre « chapeau » (en anglais top hat) basé sur une longueur Δ de l'ordre de la taille de maille
{\displaystyle G=\left\{{\begin{array}{lcl}{\frac {1}{\Delta }}&si&|r_{i}-r'_{i}|<{\frac {\Delta }{2}}\\[0.6em]0&sinon\end{array}}\right.}
Cela correspond à un filtre coupant les longueurs d'onde λ telles que
{\displaystyle \lambda <{\frac {\Delta }{\pi }}}
Un autre fltre couramment utilisé est le filtre gaussien
{\displaystyle G=\left({\frac {6}{\pi }}\right)^{\frac {3}{2}}{\frac {1}{\Delta ^{3}}}\exp {\left[-{\frac {6(\mathbf {r} -\mathbf {r} ')^{2}}{\Delta ^{2}}}\right]}}

## Fermeture du problème
Pour fermer le problème il faut définir une approximation dans la maille, par exemple du type longueur de mélange
{\displaystyle l_{m}=C_{S}\Delta }
où Cs ~ 0.1 est une constante de modélisation parfois nommée constante de Smagorinsky. Elle est liée à la constante de Kolmogorov.
D'où la viscosité turbulente
{\displaystyle \nu _{t}=(C_{S}\Delta )^{2}{\sqrt {2\,{\overline {S}}_{ij}{\overline {S}}_{ij}}}}